# Juanito Oiarzabal
Juan Eusebio Oiarzabal Urteaga, noto come Juanito Oiarzabal (Vitoria, 30 marzo 1956), è un alpinista e scrittore spagnolo di origine basca.
È uno dei pochi uomini al mondo ad aver scalato tutte le quattordici vette al di sopra degli ottomila metri e tra i pochissimi ad averlo fatto senza l'ausilio delle bombole d'ossigeno.
Detiene inoltre il record mondiale di numero di ascese riuscite a montagne oltre agli ottomila metri (26 in 48 spedizioni himalaiane). Il record è stato eguagliato nel 2022 da Denis Urubko.
Autore di sette libri sulla montagna e l'alpinismo, è stato premiato più volte in patria e all'estero per le proprie imprese sportive.
È impegnato nel tentativo di ripetere due volte l'ascensione a tutti gli ottomila.